# Американо-украинские отношения
США признали Украину как независимое государство 26 декабря 1991 года. Дипломатические отношения установлены 3 января 1992 года.
После аннексии Крыма Российской Федерацией США начали поставлять Украине военную помощь. В период с начала 2022 года до конца 2024 года, в ходе вторжения России на Украину, США были крупнейшим источником военной помощи для Украины.

## История

### 1991—2004
5—11 мая 1992 года состоялся первый официальный рабочий визит президента Украины Леонида Кравчука в США. В ходе визита был подписан ряд документов, в частности политическая декларация и меморандум о взаимопонимании между правительствами Украины и США. В политической декларации впервые была зафиксирована формула «демократического партнёрства» двух стран. США настаивали на скорейшей ратификации Украиной, которой после распада СССР досталась в наследство часть советского ядерного арсенала, советско-американского Договора об ограничении стратегических наступательных вооружений (СНВ-1) и присоединения Украины к многостороннему Договору о нераспространении ядерного оружия (ДНЯО).
23 мая 1992 года в Лиссабоне Россией, США, Украиной, Казахстаном и Белоруссией был подписан дополнительный протокол к СНВ-1 (Лиссабонский протокол), в соответствии с которым к договору СНВ-1 присоединились Украина, Казахстан и Белоруссия. Подписав Лиссабонский протокол, Украина, Казахстан и Белоруссия были признаны сторонами договора СНВ-1. Всё ядерное оружие бывшего Советского Союза на территории этих четырёх государств подлежало уничтожению или передаче под контроль России. Все четыре государства согласились присоединиться к Договору о нераспространении ядерного оружия, причём Россия в качестве преемника СССР как ядерной державы, а три остальные государства — как неядерные.
24—25 октября 1993 года Киев с официальным визитом посетил государственный секретарь США Кристофер Уоррен.
18 ноября 1993 года Верховная рада ратифицировала Договор СНВ-1.
14 января 1994 года президенты Украины, США и России подписали в Москве Трёхстороннее заявление. 1994 год в американо-украинских отношениях завершился Будапештским саммитом ОБСЕ, прошедшим 5-6 декабря, где Украина подписала Будапештский меморандум, отказавшись от ядерного оружия в обмен на гарантии национальной безопасности от США, Великобритании, России, а также Франции и Китая.
К 1996 году Украина присоединилась к Договору о нераспространении ядерного оружия как страна-участник, не обладающая ядерным оружием.
Во время визита министра иностранных дел Украины Геннадия Удовенко в Вашингтон в октябре 1996 года Украина и США определили свои отношения как «стратегическое партнёрство».

### Публичная дипломатия США и Украина
В 1995—1996 годах Конгресс и администрация США стали выражать озабоченность возможным возрождением «российского империализма» — именно так характеризовалось усиление влияния России на политику постсоветских государств. США, обеспокоенные намерением России противодействовать распространению американского влияния в других странах бывшего СССР, обратились к приёмам публичной дипломатии, имеющей целью развитие демократии в двенадцати государствах постсоветского пространства, что в дальнейшем позволило бы рассчитывать на их полный выход из-под влияния России. Публичная дипломатия представляет собой комплекс мероприятий в области информации, культуры и образования, направленных на достижение политических целей в зарубежных странах. Основными задачами публичной дипломатии США являются распространение американской политической культуры, поддержка оппозиционных движений в «недемократических государствах», улучшение имиджа США, влияние на элиту зарубежных стран.
Начиная с 1996 г. Украина выходит на первое место по объёмам средств, вкладываемых правительством США в эту деятельность. Перед публичной дипломатией были поставлены следующие задачи: способствовать изменению политического режима посредством создания новых партий, свободных СМИ и неправительственных организаций, а также с помощью реформирования законов о выборах. Законом 1996 года о финансировании внешней политики США на продвижение демократии в странах СНГ было выделено 641 млн долларов — на Украину из этого объёма ассигнований пришлось 225 млн долларов. Подобный приоритет был обоснован проводимыми в стране демократическими реформами и необходимостью обеспечения безопасности украинских атомных реакторов. Позднее в качестве обоснования будут называться важная геополитическая и экономическая роль Украины в Центральной и Восточной Европе, а также намерение Украины стать членом «европейских и трансатлантических организаций». Во многих официальных документах 1990-х годов указывалось, что Украина в конце концов войдёт в Европейский союз, и США должны ей в этом способствовать. Законами о финансировании публичной дипломатии США на Украине предписывалось создать «специальный штат сотрудников при правительстве США, которые будут отвечать за реализацию интересов США на Украине».
Основным инструментом реализации программ публичной дипломатии стало Агентство международного развития США, призванное заниматься реализацией геостратегических интересов и внешнеполитических целей США в зарубежных странах. Ещё в начале 1990-х годов на Украине было открыто его представительство, которое направляло бюджетные средства местным партнёрам через сеть американских организаций. Основными партнёрами в реализации данной задачи стали такие видные организации, как «Национальный демократический институт», «Международный республиканский институт», Фонд «Евразия» и организация «InternewsNetwork».
Агентство международного развития только разрабатывало рамочные программы публичной дипломатии и следило за их исполнением на Украине, а его партнёры формировали более конкретные программы для своих грантополучателей на Украине — местных украинских неправительственных организаций (НПО). Основными методами реализации проектов были тренинги, конференции, семинары, «круглые столы» для наблюдателей, представителей НПО, СМИ, политических партий, депутатов парламента. Агентство международного развития финансировало издание брошюр, листовок, привлекало молодежь к организации уличных мероприятий, а также посредством организации стажёрских программ создало пул своих грантополучателей в правительственных кругах.
Все проекты публичной дипломатии США, осуществлявшиеся на Украине, можно разделить на следующие направления:
- изменение законодательства, связанного с проведением выборов, функционированием партий и НПО;
- создание партий и обучение наблюдателей для выборов;
- создание независимых СМИ;
- создание сети НПО для молодых активистов[6].

Изменение законодательства
Представители Национального демократического института оказывали содействие в разработке нового закона о выборах. Агентство международного развития организовало проведение всеукраинского конституционного форума. После обращения президента Кучмы за помощью к созданной Агентством международного развития Ассоциации городов Украины именно эта организация стала автором новой конституции. Позднее эксперты Агентства международного развития участвовали в создании нового законодательства в области торговых законов и частного предпринимательства, а в 2005 году на средства, выделенные Агентством международного развития, Национальный демократический институт организовал специальную программу помощи украинскому правительству, которая заключалась в совершенствовании методов управления страной и внедрении молодых кадров в высшие эшелоны украинской власти. За 10 лет осуществления программы Агентства международного развития был создан «пул» лояльных политиков и экспертов, которые изменили основной закон Украины и сформировали законодательную базу для проведения выборов на многопартийной основе.

### 2005—2010

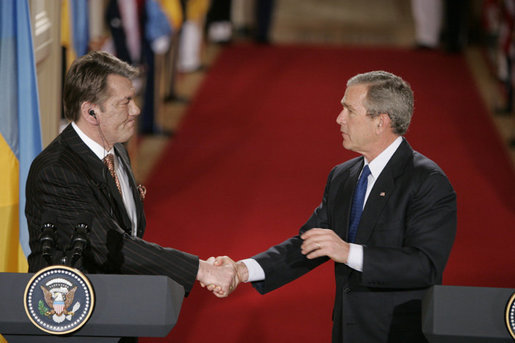
Виктор Ющенко и Джордж Буш-младший, 2005 год

США приветствовали приход к власти Ющенко в результате Оранжевой революции.
Пятидневный визит в США победившего на президентских выборах Виктора Ющенко в начале апреля 2005 года был назван на Украине «историческим» и «триумфальным». Первый после обретения страной независимости визит украинского лидера за океан вывел её отношения с Америкой на качественно новый уровень.
По итогам переговоров Ющенко с президентом США Джорджем Бушем было подписано совместное заявление «Повестка нового века для украинско-американского стратегического партнёрства». В нём было сказано, что США поддерживают предложение официально пригласить Украину к участию в «расширенном диалоге» по вступлению в НАТО. Буш также поддержал планы Украины вступить в ВТО уже в 2005 году.
Как национального героя встретили Ющенко в Конгрессе США. Ющенко выступил перед полным составом двух палат Конгресса с речью, которая продолжалась 40 минут. В ней он заверял, что новая Украина разделяет евроатлантические ценности, и убеждал, что вступление его страны в ЕС и НАТО «укрепит стабильность во всём стратегически важном для США регионе — от Варшавы до Тбилиси и Баку». Кроме чешского президента Вацлава Гавела, ни один восточноевропейский политик, включая российских лидеров, не удостаивался чести выступить перед двумя палатами Конгресса. Конгресс США встретил почти все озвученные Ющенко инициативы с энтузиазмом. Выступление прерывалось аплодисментами 28 раз. При этом восемь раз зал вставал и устраивал ему овации. Ющенко поблагодарил Конгресс за поддержку вековой борьбы Украины за независимость и недавней «оранжевой революции».
Высокие почести и беспрецедентный уровень приёма гостя обеспечили влиятельные организации украинской диаспоры, которые к приезду Ющенко объединились в рамках специального оргкомитета. Тысячи людей с оранжевой символикой встречали украинского президента у входа в Джорджтаунский университет, где он прочитал лекцию, и в Бостоне, возле Библиотеки им. Кеннеди, где дочь и младший брат Джона Кеннеди вручили украинскому президенту специальную премию «За мужество». Масштабнейшая украинская акция была организована в Вашингтоне у памятника Тарасу Шевченко, открытого в 1964 году как символ будущей независимости Украины от СССР. На встречу с Ющенко в Вашингтон приехали тысячи украинцев из всех американских штатов.
17 февраля 2006 года после девяти лет напряжённых переговоров США присвоили Украине статус страны с рыночной экономикой, который Россия и Казахстан получили ещё в 2002 году. 6 марта 2006 года Украина подписала с Соединёнными Штатами протокол о взаимном доступе на рынки, в частности, об отмене пошлин на торговлю разными видами техники и оборудования, что должно было значительно ускорить вступление Украины в ВТО.
18 ноября 2005 года Сенат США поддержал отмену для Украины поправки Джексона-Вэника. 9 марта 2006 года действие поправки Джексона-Вэника в отношении Украины отменила Палата представителей Конгресса США. С подписанием законопроекта президентом США он вступил в силу.
Летом 2009 года в ходе визита вице-президента США Джо Байдена в Киев была создана Комиссия по стратегическому партнёрству. Учредительное заседание прошло в декабре того же года в рамках визита главы МИД Украины Петра Порошенко в Вашингтон. Затем состоялось ещё несколько заседаний, но регулярными они не стали. В 2018 году страны договорились о полномасштабном возобновлении работы комиссии, но до 2021 года новых заседаний не проводилось.

### 2010—2013

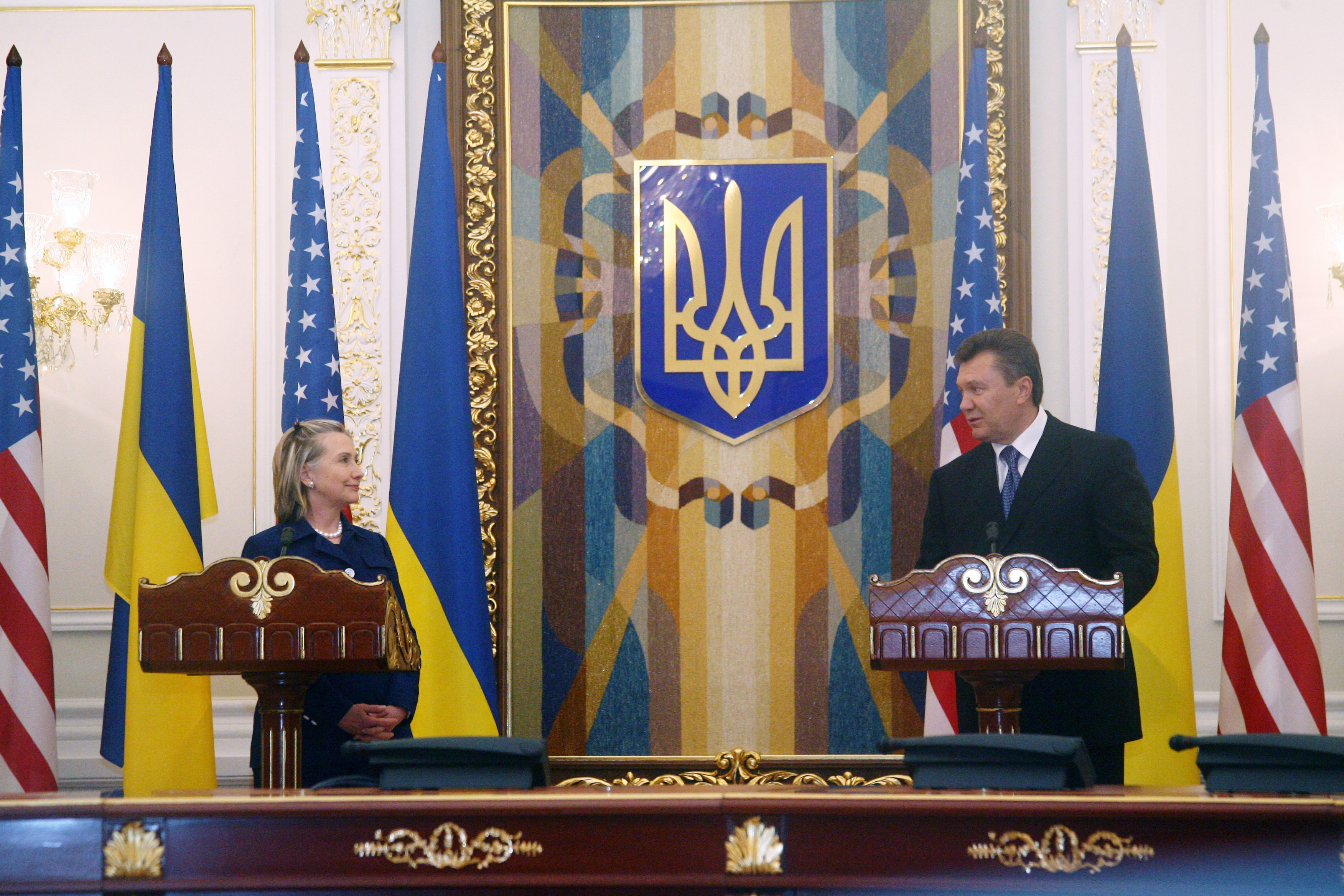
Госсекретарь США Хиллари Клинтон и Виктор Янукович на совместной пресс-конференции в Киеве 2 июля 2010 года

В апреле 2010 года занявший пост президента Украины Виктор Янукович подписал указы, которыми ликвидировал межведомственную комиссию по вопросам подготовки Украины к вступлению в НАТО и национальный центр по вопросам евроатлантической интеграции, заявив при этом, что отношения Украины с НАТО будут сохранены на уровне, достигнутом при президенте Викторе Ющенко. Снятие с повестки дня вопроса о вступлении в НАТО было закреплено на уровне государственного закона «Об основах внутренней и внешней политики», принятого Верховной радой Украины 1 июля 2010 года. Новое внешнеполитическое позиционирование украинской власти в США и НАТО восприняли весьма скептически, как отражающее внешне- и внутриполитическую слабость современной Украины, стоящей перед необходимостью глубоких реформ, которые могут вызвать недовольство широких слоев населения. Госсекретарь США Хиллари Клинтон в ходе визита в Киев в июле 2010 года охарактеризовала новый внешнеполитический курс Украины как политику «стратегического балансирования». При этом США сочли отказ Украины от вступления в НАТО временным явлением и проявили готовность поддержать перемену позиции Украины, если таковая произойдёт.
22 сентября 2012 года Сенат США принял резолюцию № 466 по Украине, в которой осудил действия администрации президента Виктора Януковича, направленные на политически мотивированное заключение бывшего премьера Юлии Тимошенко. Сенат США призвал администрацию Януковича немедленно освободить Тимошенко и других политических заключённых. Также сенат призвал ОБСЕ оказывать многосторонней дипломатическое давление на Януковича, чтобы освободить Тимошенко, и призвал Государственный департамент США выдать запрет на выдачу виз тем, кто ответственен за заключение Тимошенко и плохое обращение с ней.
В ответ МИД Украины отметил, что считают нецелесообразным комментировать резолюцию, поскольку она была принята «сомнительным образом» и носит декларативный, необязательный характер. Также МИД Украины обвинил сторонников Тимошенко в дискредитации страны.

### Евромайдан
США с самого начала массовых протестов в Киеве в ноябре-декабре 2013 года поддерживали оппозицию в продвижении её требований и оказывали давление на украинские власти.
Посол США Джеффри Пайет уже через несколько часов после разгона Евромайдана в ночь с 29 на 30 ноября так отреагировал на своей странице в Twitter: «Пока работаю над тем, чтобы понять, что произошло, но, конечно, осуждаю применение силы против мирных демонстрантов». 11 декабря заместитель госсекретаря США Виктория Нуланд посетила лагерь демонстрантов на Майдане Независимости в сопровождении Джеффри Пайетта и устроила раздачу продуктов демонстрантам. Накануне Нуланд встретилась с лидерами украинской оппозиции, оценив эту встречу как плодотворную. В тот же день Виктория Нуланд встретилась с Януковичем, заявив ему, что методы, использованные властями для разгона митингующих, неприемлемы. По окончании встречи Нуланд заявила, что у Украины есть шанс вернуться на путь евроинтеграции и что она хочет, чтобы Янукович двигался в этом направлении, а также возобновил переговоры с МВФ. Пресс-секретарь Госдепартамента США Джен Псаки тогда же впервые упомянула, что американская администрация рассматривает несколько вариантов воздействия на события, включая введение санкций против украинских властей. Через полтора месяца, в январе 2014 года, госдепартамент США аннулировал американские визы для граждан Украины, которых в США считают причастными к силовому разгону «Евромайдана» в ноябре и декабре 2013 года.
30 января 2014 года официальный представитель госдепартамента США Дженнифер Псаки заявила на брифинге, что, как считают США, президент Украины Виктор Янукович должен продолжить переговоры с оппозицией «для формирования конкретных шагов по мирному урегулированию». По словам Дженнифер Псаки, в предшествовавшие дни вице-президент США Джо Байден трижды беседовал по телефону с Виктором Януковичем: «Мы потребовали, чтобы власти Украины и оппозиция обеспечили, чтобы новое украинское правительство смогло способствовать политическому единству, оздоровлению экономики при поддержке МВФ и отвечало чаяниям народа на европейское будущее… Это три момента, которые вице-президент Байден отметил в беседах как важные при рассмотрении правительством (Украины) своих следующих шагов».
Как сообщила Дженнифер Псаки, накануне госсекретарь США Джон Керри провёл телеконференцию с лидерами украинской оппозиции, в ходе которой «госсекретарь подчеркнул безусловную поддержку демократическим стремлениям украинского народа по отношению к ассоциации с Европой и приветствовал заявления этих оппозиционных лидеров, направленные против насилия, их смелую работу по защите демократии, прогресс в области достижения целей мирного урегулирования», а также «выразил озабоченность сообщениями о нарушении прав человека». США требуют от правительства Украины создания юридической комиссии по расследованию этих преступлений и привлечения виновных к ответственности.
14 февраля Госдепартамент США выступил с заявлением, в котором призвал к формированию на Украине «многопартийного технического правительства с подлинным разделением полномочий и ответственности, которое может заслужить доверие украинского народа и восстановить политическую и экономическую стабильность». В документе приветствовалось объявление об освобождении всех лиц, задержанных в ходе протестов как «важный шаг к деэскалации напряжённости и созданию пространства для мирного, ненасильственного решения политического кризиса на Украине».
В целях дальнейшего укрепления доверия Госдепартамент призвал власти Украины «прекратить все расследования, аресты, задержания и судебное преследование в отношении демонстрантов и активистов гражданского общества, связанных с протестами Евромайдана».
21 февраля госсекретарь США Джон Керри выступил с угрозами в адрес украинского руководства в связи с массовым кровопролитием на улицах Киева, заявив, что «народ Украины и международное сообщество привлечёт к ответственности виновных в том, что произошло… Мы однозначно осуждаем применение силы против гражданских лиц со стороны сил безопасности и настоятельно призываем отозвать эти силы». При этом он также отметил, что протестующие должны реализовывать свои права мирным путём. Вице-президент США Джозеф Байден предупредил президента Украины Виктора Януковича, что США готовы наложить новые санкции на должностных лиц, ответственных за насилие против гражданских демонстрантов. Байден резко осудил насилие и призвал Януковича немедленно отвести все силовые структуры — милицию, снайперов, военные и военизированные части, а также «нерегулярные силы». Он также призвал к немедленным и ощутимым шагам к сотрудничеству с оппозицией.
Президент США Барак Обама 1 февраля 2015 года заявил в интервью телеканалу CNN, что «эскалация конфликта на востоке Украины является „свидетельством плохих решений, которые господин Путин принимает от имени России“».

### 2014—2020

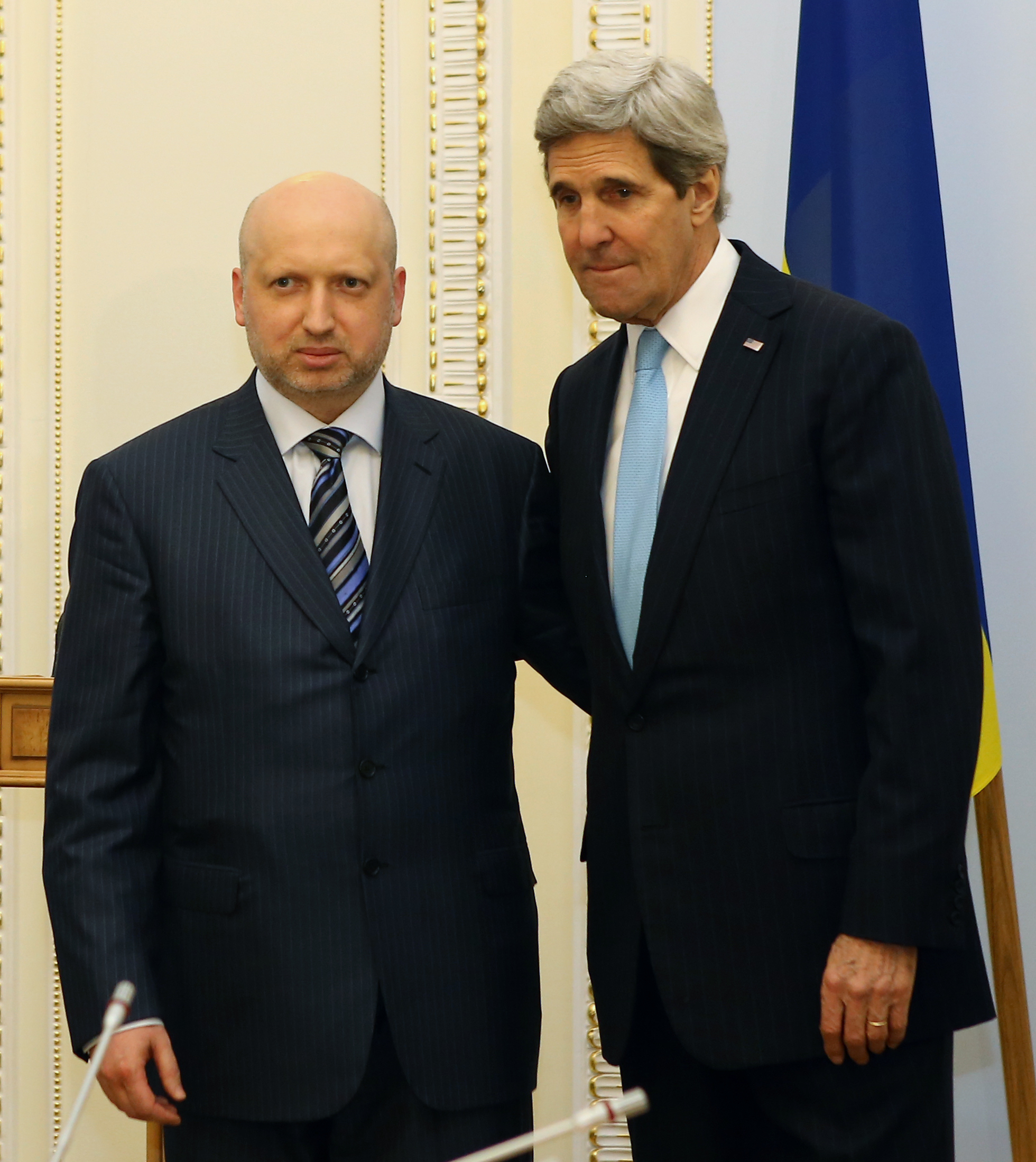
Александр Турчинов и Джон Керри, март 2014 года

США поддержали украинскую оппозицию, пришедшую к власти в феврале 2014 года, и встали на сторону Украины в ходе российской аннексии Крыма, охарактеризовав действия России как агрессию, оккупацию и аннексию части украинской территории, подрыв территориальной целостности Украины. США инициировали санкции против России и попытались организовать её международную изоляцию. 12-13 марта глава украинского правительства Арсений Яценюк совершил поездку в США, где провёл переговоры с Бараком Обамой и выступил на заседании Совбеза ООН.
В связи с началом украинскими властями антитеррористической операции в Донбассе, 17 апреля 2014 года в Женеве с участием высших дипломатических представителей Украины, ЕС, США и РФ состоялись четырёхсторонние переговоры по деэскалации конфликта на Украине, по итогам которых было принято совместное заявление, однако попытка достичь соглашения между противостоящими сторонами не имела успеха.
С самого начала вооружённого конфликта в Донбассе Конгресс США выступал за разрешение поставлять Украине оружие и ещё в 2014 году принял закон о поддержке свободы Украины, санкционирующий такие поставки. Администрация Барака Обамы, однако, препятствовала реализации этого плана, опасаясь, что это приведёт к втягиванию США в конфликт в Донбассе. В связи с этим военная помощь Украине при Обаме ограничивалась предоставлением «нелетального» снаряжения. США обвиняют Россию во вмешательстве в конфликт — в частности, использованием регулярных войск в боевых действиях на стороне сепаратистов, поставками оружия и финансовой поддержкой.
В 2016 году по требованию вице-президента США Джо Байдена Порошенко уволил генпрокурора Виктора Шокина, который вёл расследование против украинской газовой компании Burisma Holdings, в правление которой входил сын Байдена Хантер. По словам самого Байдена, он поставил Украине ультиматум: если генпрокурора не уволят, Киев не получит заём на 1 млрд долларов.

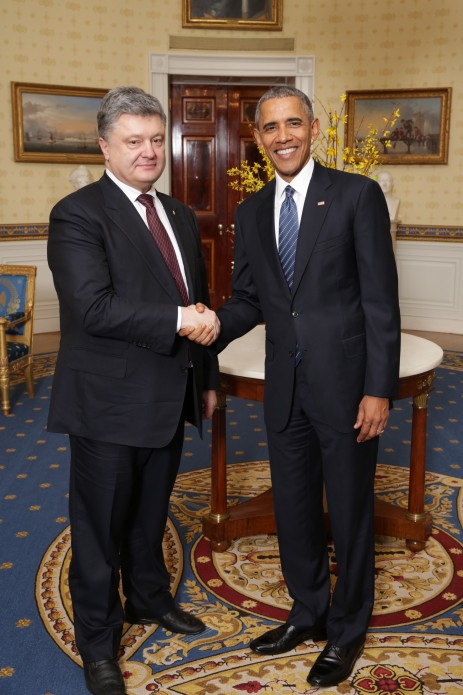
Пётр Порошенко и Барак Обама на встрече в Вашингтоне, 2016 год

В 2016 году послом США на Украине была назначена Мари Йованович, которая сменила Джеффри Пайетта.
С 2017 года руководство Украины, учитывая то, что процесс урегулирования украинского кризиса в «нормандском формате» (на основе Минских соглашений зашёл в тупик, сделали ставку на посредничество новой американской администрации Дональда Трампа. Предвыборная кампания Трампа проходила под лозунгом улучшения отношений с Россией, и его победа вызвала обеспокоенность в Киеве, который явно делал ставку на победу Хиллари Клинтон. Однако всё изменилось после визита украинского президента Петра Порошенко в Вашингтон в конце июня, одним из главных итогов которого стало подписание соглашения на поставку Украине американского антрацита. Уже 7 июля спецпредставителем Госдепартамента США по Украине был назначен Курт Волкер, известный как убеждённый противник «нормандского формата», который, по его мнению, выгоден лишь России.
Представляя Волкера в Киеве 10 июля, госсекретарь Рекс Тиллерсон заявил: «Цель США — восстановить территориальную целостность и единство Украины, которой мы дали уже 600 млн долларов с начала кризиса. В своих дискуссиях с российскими руководителями я неоднократно заявлял, что Москва должна предпринять первый шаг по деэскалации, в частности обеспечить прекращение огня и вывод тяжёлых вооружений… Мы разочарованы отсутствием прогресса в выполнении минских договорённостей, мы призываем Россию выполнять их условия, в частности добиться от сепаратистов прекращения боевых действий. Санкции ЕС и США в отношении России сохранятся до тех пор, пока она не прекратит действия, вызвавшие их».
В конце декабря 2017 года Госдепартамент США подтвердил намерение американской администрации начать поставки Украине летального оружия. Президент Дональд Трамп таким образом, в отличие от своего предшественника, уступил давлению Конгресса, с 2014 года выступавшего за оказание «летальной военной помощи» Украине. При этом, называя поставляемое оружие «сугубо оборонительным», в США не считают этот шаг нарушением минских договорённостей. Летальное оружие, поставки которого начинаются в 2018 году, включает в себя крупнокалиберные снайперские винтовки Barrett M107A1, боеприпасы и запчасти к ним, а также современные ПТРК FGM-148 Javelin (210 противотанковых ракет и 35 установок стоимостью 47 млн долларов) (в январе 2018 года Курт Волкер заявил об ограничениях на использование поставляемых противотанковых комплексов — они могут использоваться только при необходимости отразить танковую атаку, а не «для нападения и применения на линии конфликта в Донбассе»). Реакция России на решение о поставках американского оружия Украине оказалась предсказуемо негативной: в Москве считают, что оно поощряет сторонников силового решения конфликта и способствует втягиванию США в конфликт на востоке Украины. По данным Минобороны США на середину 2018 года, с 2014 года США направили на поддержку Украины в сфере безопасности (подготовку военнослужащих и закупку военной техники) более 1 млрд долларов.
В июле 2018 года группа американских компаний Raytheon — Lockheed получила от Пентагона контракт на производство противотанковых ракетных комплексов Javelin, в том числе, для Украины. Как сообщил в конце августа 2018 года посол Украины в США Валерий Чалый, Украина направила США официальный запрос на покупку трёх систем ПВО. По его словам, Украина также нуждается в БПЛА, контрбатарейных РЛС и контрснайперских системах. Эти потребности были озвучены на встречах президента Украины Петра Порошенко с президентом США Дональдом Трампом и его советником по национальной безопасности Джоном Болтоном.
В марте 2018 года Курт Волкер заявил, что Донецкая и Луганская народные республики должны быть ликвидированы, поскольку не соответствуют Конституции Украины. По его словам, эти республики «являются образованиями, которые созданы Россией для того, чтобы помочь замаскировать роль РФ и укрепить продолжающийся конфликт». Это высказывание вызвало жёсткую реакцию в России.
25 июля 2018 года Госдепартамент США распространил заявление госсекретаря Майка Помпео — так называемую «Крымскую декларацию», в которой говорилось, что США будут и впредь настаивать на восстановлении территориальной целостности Украины. Помпео подчеркнул, что США «придерживаются своего давнего принципа отказываться признать претензии Кремля на суверенитет над территорией, захваченной силой в нарушение международного права», и призвал Россию «прекратить оккупацию Крыма». «В согласии с союзниками, партнёрами и международным сообществом США отвергают попытку аннексии Россией Крыма и обязуются поддерживать эту политику до восстановления территориальной целостности Украины», — говорилось в заявлении Помпео. Госсекретарь также заявил, что Вашингтон намерен оставить в силе связанные с аннексией Крыма санкции, пока Россия не возвратит полуостров под контроль Украины.
<…>

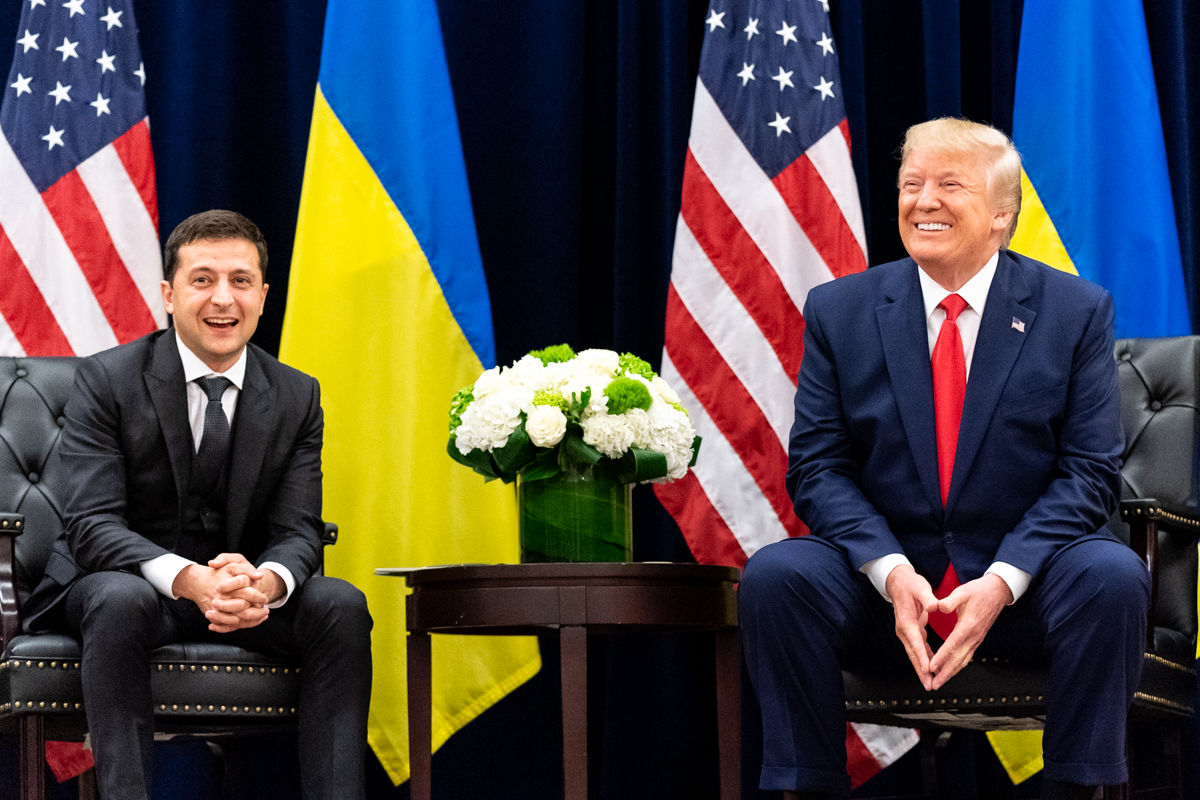
Владимир Зеленский и Дональд Трамп в Нью-Йорке, 2019 год

После победы Владимира Зеленского на президентских выборах весной 2019 года Курт Волкер в интервью венгерскому интернет-СМИ Valasz Online высказал предупреждение в адрес избранного президента, отметив, что если тот попытается урегулировать конфликт в Донбассе путём отказа от части территорий в пользу России, он очень быстро настроит соотечественников против себя. Волкер выразил убеждение в том, что лучший путь к урегулированию конфликта — развитие предложения о направлении в Донбасс миротворческой миссии ООН, а также продолжение проводимых Киевом реформ.
На инаугурации президента Украины Владимира Зеленского 20 мая США представляли министр энергетики США Рик Перри, спецпредставитель Госдепартамента США по Украине Курт Волкер, посол США в ЕС Гордон Сондланд, директор департамента европейских дел в Совете национальной безопасности США Александр Видман, а также и. о. главы дипломатической миссии США на Украине Джозеф Пеннингтон. На встрече с американской делегацией, участвовавшей в инаугурации, Зеленский призвал США ужесточить санкции против России, чтобы помочь Украине справиться с «российской агрессией»: «США являются мощным и очень серьёзным партнёром для Украины, прежде всего в преодолении агрессии России. Самостоятельно преодолеть российскую агрессию на Донбассе и в Крыму мы не сможем. Поэтому нам нужна ваша помощь»,— сказал Зеленский.
28 мая, через неделю после вступления Владимира Зеленского в должность, Курт Волкер ответил на вопросы мировых СМИ, разъяснив политику США по отношению к Украине после прошедших там президентских выборов и американское видение урегулирования в Донбассе. Назвав борьбу с коррупцией одной из главных задач нового украинского руководства, Волкер уклонился от оценок деятельности прежнего руководства и причин поражения Порошенко на выборах и заявил, что тот «проделал огромную работу, направленную на проведение преобразований на Украине». Далее Волкер в своих ответах фактически представил Владимира Зеленского продолжателем реформ, начатых Петром Порошенко, но призвал проводить их ещё более решительно. Значительная часть высказываний Курта Волкера касалась конфликта в Донбассе и путей его урегулирования. Волкер заявил, что с точки зрения выполнения Минских соглашений «Украина не может сделать больше, чем она уже сделала», и назвал причиной конфликта «российскую оккупацию».
В конце мая в Палату представителей Конгресса США был внесён законопроект «О предоставлении поддержки Украине для защиты её независимости, суверенитета и территориальной целостности». Ключевым пунктом законопроекта стало положение о возможности предоставления Украине привилегированного статуса основного союзника вне НАТО (major non-NATO ally), который будет действовать до возможного вступления Украины в НАТО. В случае одобрения законопроекта в список американских вооружений, предоставляемых Украине, могут быть включены противотанковые, противокорабельные и противовоздушные системы.
В начале июля Зеленский выдвинул идею о целесообразности присоединения США и Великобритании к нормандскому процессу урегулирования конфликта на востоке Украины. Госдепартамент США, однако, не поддержал предложение Владимира Зеленского об изменении формата переговоров по ситуации в Донбассе.
28 августа Киев посетил советник президента США по национальной безопасности Джон Болтон. На переговорах Болтона и Зеленского были обсуждены первоочередные меры по укреплению стратегического партнёрства между государствами, возможности углубления сотрудничества в сферах безопасности и обороны, энергетической безопасности, а также в вопросах реформирования ВСУ и украинской оборонной промышленности. Зеленский поблагодарил американскую сторону за «мощную поддержку суверенитета и территориальной целостности Украины, последовательную официальную политику в отношении Крыма и усилия, направленные на достижение прогресса в мирном урегулировании на Донбассе».
Ранее газета The Wall Street Journal сообщала, что одной из основных тем встречи Болтона и Зеленского должна была стать готовящаяся сделка по покупке китайскими компаниями Skyrizon Aircraft и Xinwei Group более 50 % акций украинского завода по производству авиационных двигателей «Мотор Сич», которой США намерены помешать, поскольку она способна значительно повысить военно-промышленный потенциал Китая. В пресс-службе посольства США на Украине сообщили, что 27 августа Джон Болтон обсудил с секретарём СНБО Украины Александром Данилюком вопрос «защиты украинской промышленности от недобросовестного экономического поведения Китая». В ноябре 2019 года в американских СМИ появилась информация о переговорах с руководством «Мотор Сич» американских предпринимателей, близких к руководству Республиканской партии США.
29 августа стало известно, что президент США Дональд Трамп отдал распоряжение проверить расходы на военную помощь Украине, чтобы убедиться в том, что деньги расходуются наилучшим образом с точки зрения интересов США. Проверкой занимаются министр обороны Марк Эспер и помощник президента по национальной безопасности Джон Болтон. Сумма в 250 млн долларов, выделенная на эти цели в 2019 году, была временно заморожена. По информации Пентагона, объём американской военной помощи Украине с 2014 года составил 1,5 млрд долларов.
В итоге, однако, Администрация президента США приняла решение разблокировать 250 млн долларов, выделяемых на военные нужды Украины. В посольстве Украины в США приветствовали это решение и пояснили, что речь идёт о 250 млн из бюджета Пентагона в рамках программы «Инициатива по помощи Украине в области безопасности», 115 млн в рамках программы Госдепартамента «Международное военное финансирование» из бюджета 2019 года, а также 26,5 млн долларов из этой же программы из бюджета 2018 года — всего 391,5 млн долларов. При этом Трамп призвал страны Европы выделять больше денег на поддержку Украины и предупредил о том, что Вашингтон может приостановить выделение денег, в случае если страны Европы не увеличат свои расходы.
<…>
Вскоре после своего избрания в мае 2019 года Владимир Зеленский заменил посла Валерия Чалого, который считался креатурой президента Петра Порошенко. Указ об увольнении Валерия Чалого, который проработал в Вашингтоне четыре года, был подписан 19 июля 2019 года. Утверждение кандидатуры Владимира Ельченко, преемника Валерия Чалого, однако, растянулось на несколько месяцев: украинская сторона получила агреман лишь в декабре 2019 года. В итоге миссия Владимира Ельченко пришлась на последние месяцы президентской гонки в США, когда говорить о перезагрузке отношений с Вашингтоном, не зная будущего победителя, было невозможно. Владимир Ельченко оказался в Вашингтоне промежуточной фигурой, проработав в должности посла с декабря 2019 по февраль 2021 года.
18 октября 2020 года, по итогам встречи временного поверенного в делах США на Украине Кристины Квин с главой Минздрава Украины Максимом Степановым, было принято решение, что, несмотря на сложную эпидемиологическую обстановку в стране, Киев не будет закупать российскую вакцину от коронавируса.
20 декабря в интервью газете The New York Times Владимир Зеленский признал, что Украина не может получить западные вакцины: «США и Европа их не дают». Зеленский не стал скрывать своего разочарования решением действующего президента США Дональда Трампа, 8 декабря подписавшего указ, согласно которому Вашингтон вначале обеспечит вакциной американских граждан и только потом будет отправлять её нуждающимся странам.
При этом даже недоступность западных вакцин не заставила Киев пересмотреть своё отношение к российской вакцине. Зеленский подтвердил, что Украина готова закупать какие угодно вакцины, кроме российских, посетовав на несознательность собственных граждан, проявляющих всё больший интерес к вакцине «Спутник V». Зеленский заявил, что «объяснить украинскому обществу, почему, если Америка и Европа не дают тебе вакцину, ты не должен брать её у России, — любому человеку, который умирает, невозможно».

#### Украина и внутриполитическая борьба в США (2019)
11 мая 2019 года адвокат президента США Дональда Трампа Руди Джулиани заявил, что отказался от планов встретиться в Киеве с избранным президентом Украины Владимиром Зеленским — по его словам, он опасается, что Зеленский «будет в буквальном смысле окружён врагами президента США». В интервью Fox News Джулиани сказал: «Исходя из того, что я услышал сегодня вечером от двух очень надёжных людей, президент [Зеленский] окружён людьми, которые являются врагами президента [Трампа] и людьми, которые — по крайней мере, в одном случае,— явно коррумпированы». Ранее в интервью The New York Times Джулиани заявлял, что намерен отправиться на Украину, чтобы убедить новоизбранного президента Зеленского не прекращать расследования, которые «могли бы предоставить новую информацию по двум вопросам, представляющим большой интерес для господина Трампа». Первое расследование — о предполагаемом вмешательстве России в президентские выборы в США в 2016 году. Второе — о связях сына бывшего вице-президента США Джозефа Байдена Хантера с украинской газовой компанией Burisma, в совет директоров которой он входил с 2014 по 2019 год, получая зарплату 50 тыс. долларов в месяц.
15 мая в интервью украинскому телеканалу «Интер» Рудольф Джулиани заявил, что Владимир Зеленский окружён людьми, выступавшими против избрания Дональда Трампа президентом США, и ему стоило бы от них избавиться. По словам Джулиани, у некоторых ключевых советников Зеленского есть «история нечестного отношения к президенту США» — в частности, один из них незаконно содействовал предвыборной кампании Хиллари Клинтон. Джулиани полагает, что люди, о которых он говорит, настроены и дальше создавать проблемы для Трампа. По мнению Джулиани, Зеленскому необходимо организовать расследование сговора, в котором участвовали украинские чиновники, члены Демократической партии США и американское посольство на Украине, и удалить тех своих приближённых, кто участвовал в нанёсшем вред кампании Трампа «коррупционном обмене информации».
На вопрос о том, кто именно представляет угрозу для украинского лидера, Джулиани ответил: «Я говорю о тех, кто связан с Игорем Коломойским и Геннадием Боголюбовым».
В августе стало известно о переговорах между Джулиани и помощником Зеленского Андреем Ермаком. По сообщению «The New York Times», речь шла о двух расследованиях, представляющих интерес для Дональда Трампа с точки зрения приближающейся президентской кампании 2020 года: расследовании попыток украинских чиновников во время президентских выборов 2016 года в США нанести ущерб кампании Дональда Трампа и расследовании деятельности бывшего вице-президента Джо Байдена на Украине и выплат, которые его сын получал от украинской компании Burisma.
20 сентября ряд американских СМИ сообщили о том, что во время телефонного разговора с Зеленским 25 июля 2019 года Дональд Трамп призывал Владимира Зеленского оказать содействие его адвокату Рудольфу Джулиани, пытавшемуся инициировать в Киеве расследование возможных коррупционных связей Хантера Байдена — сына бывшего вице-президента США и претендента на должность президента США Джо Байдена. Глава украинского МИД Вадим Пристайко заявил, что беседа была «дружеской» и «никакого давления не было».
Джо Байден обвинил Дональда Трампа в давлении на Владимира Зеленского для получения компромата на его сына, который входил в состав правления холдинга Burisma, с целью использования полученной информации в предвыборной гонке. По данным The Washington Post, в ходе беседы Владимир Зеленский якобы пообещал передать Дональду Трампу имеющуюся в Киеве следственную информацию по делу Burisma.
Призвав Конгресс США в кратчайшие сроки завершить расследование контактов Трампа и Зеленского, Джо Байден допустил возможность вынесения импичмента Трампу, а сам Трамп назвал это началом новой «охоты на ведьм».
Председатель комитета по разведке палаты представителей Адам Шифф сообщил CNN, что если давление президента США Дональда Трампа на украинского лидера будет доказано, то импичмент будет единственным возможным исходом.
21 сентября газета The Washington Post со ссылкой на бывшего высокопоставленного сотрудника администрации президента сообщила, что Дональд Трамп считает политику США в отношении Украины «бессмысленной и раздражающей россиян»: «Позиция президента в основном заключается в том, что мы должны признать факт, что Россия должна быть нашим другом, а кого волнует Украина?» — заявил источник. Отмечается, что Трамп отказался провести встречу с Зеленским в Овальном кабинете Белого дома — встречу, которой «Украина планировала продемонстрировать её поддержку США».
23-26 сентября Владимир Зеленский в составе украинской делегации принял участие в работе сессии ГА ООН и 25 сентября на полях сессии встретился с президентом США Дональдом Трампом. При этом, как отмечалось, первоначально планировалось провести переговоры в Овальном кабинете Белого дома. Переговоры, на которые на Украине возлагали большие надежды, однако, ушли на второй план на фоне разгорающегося американского внутриполитического скандала. Дональду Трампу (возможно, без должного согласования с украинской стороной) пришлось дать согласие на публикацию стенограммы его телефонного разговора с Зеленским от 25 июля. Публикация вызвала дополнительные вопросы как к Трампу, так и к Зеленскому.
Комитет Палаты представителей Конгресса США направил госсекретарю страны Майку Помпео повестку в суд. Помпео обязан до 4 октября предоставить документы по контактам с правительством Украины. В течение следующих двух недель показания в суде должны дать пять должностных лиц Госдепартамента, среди которых бывший посол США на Украине Мари Йованович, спецпредставитель США по Украине Курт Волкер и посол США в ЕС Гордон Сондленд.
27 сентября 2019 года телеканал CNN со ссылкой на информированные источники сообщил, что Курт Волкер подал в отставку с поста спецпредставителя Госдепартамента США по Украине. Телеканал отметил, что отставка произошла на следующий день после публикации текста жалобы анонимного сотрудника американских спецслужб на действия президента США Дональда Трампа в связи с его звонком президенту Украины Владимиру Зеленскому, состоявшимся 25 июля. Информатор утверждал, что Волкер помог устроить встречу личного адвоката Трампа Руди Джулиани с представителями Зеленского. Кроме того, в жалобе говорилось, что после телефонного разговора президентов США и Украины Волкер прибыл в Киев с указаниями от Белого дома.

### 2021—2022

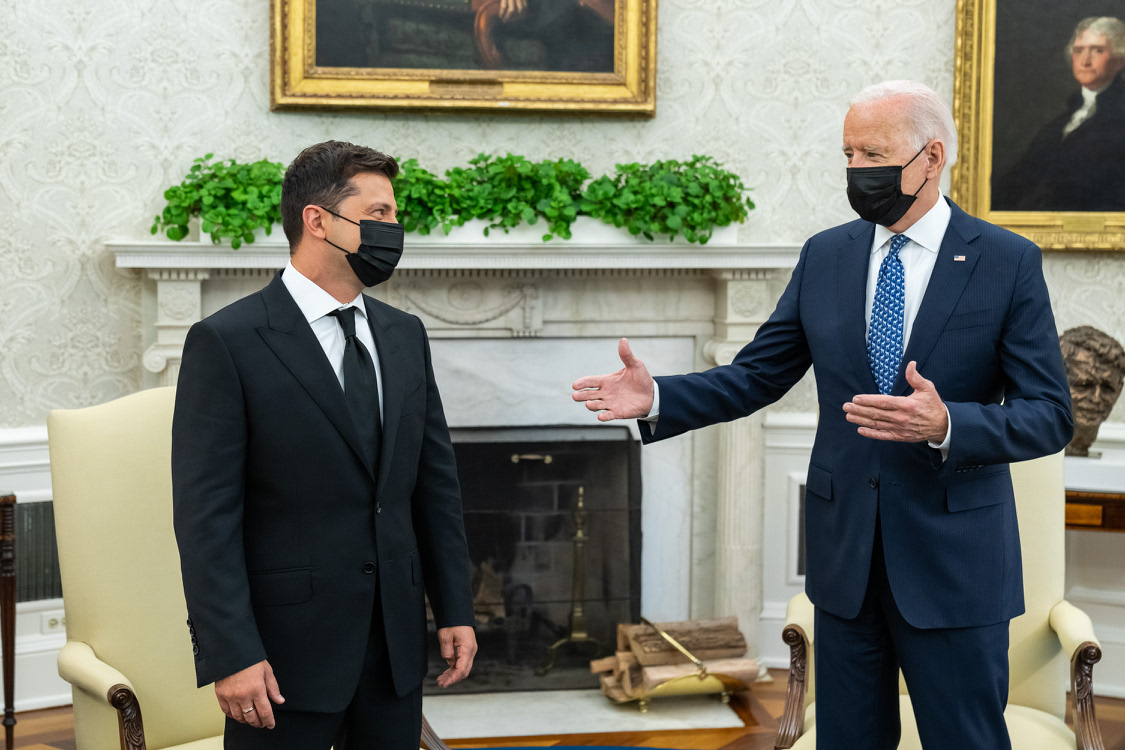
Владимир Зеленский и Джо Байден на встрече в Вашингтоне, 2021 год

19 декабря 2020 года президент Украины Владимир Зеленский в интервью американской газете The New York Times выразил благодарность США, которые продолжают оказывать поддержку Киеву и остаются стратегическими партнёрами Украины. При этом Зеленский выразил надежду на укрепление американо-украинских отношений после прихода к власти в США Джозефа Байдена.
В феврале 2021 года послом Украины в США была назначена Оксана Маркарова, ранее руководившая Министерством финансов Украины. Маркарова представляет поколение украинских политиков, настроенных на жёсткое противостояние с Россией и более тесное взаимодействие с США. Перед ней встали задачи восстановления доверия Вашингтона к украинским реформам, налаживание диалога с администрацией Джо Байдена и укрепление двухпартийной поддержки Киева в Конгрессе США.
Весной 2021 года США оказали дипломатическую поддержку Украине на фоне обострения напряжённости в зоне конфликта на востоке страны и наращивания группировки российских войск на российско-украинской границе. 2 апреля состоялся телефонный разговор Джо Байдена и Владимира Зеленского. 13 апреля в телефонном разговоре c президентом России Владимиром Путиным Байден, как заявили в Белом доме, «подчеркнул непоколебимую приверженность США суверенитету и территориальной целостности Украины. Президент выразил нашу обеспокоенность в связи с внезапным наращиванием военного присутствия России в оккупированном Крыму и на украинских границах, а также призвал Россию к деэскалации напряжённости». В начале мая Киев посетили госсекретарь США Энтони Блинкен и Виктория Нуланд, заместитель госсекретаря по политическим вопросам.
Рабочий визит Владимира Зеленского в США, состоявшийся в конце августа — начале сентября 2021 года, проходил в экстремальных условиях завершения 20-летнего американского присутствия в Афганистане и угрозы новых терактов. Провал афганской кампании отодвинул для США украинскую повестку на второй план. Как заявил в преддверии поездки министр иностранных дел Украины Дмитрий Кулеба, в рамках политического блока Владимир Зеленский был намерен добиваться достижения нового уровня стратегического партнёрства с США; обсуждение экономического блока имело целью стимулировать приток американских инвестиций на Украину, в том числе в аэрокосмическую отрасль и ВПК, а третий блок вопросов касался активизации двустороннего оборонного сотрудничества для сдерживания России. 27 августа президент США Джо Байден распорядился выделить Украине помощь в размере до 60 млн долларов «на оборонные изделия и услуги Министерства обороны (в том числе противотанковые ракетные комплексы Javelin), а также на военное образование и подготовку». 
Перед началом встречи с Байденом Зеленский назвал приоритетным вопрос безопасности «во временно оккупированных Россией» Донбассе и Крыму, а также в Чёрном и Азовском морях, а также сказал, что хочет обсудить проблему газопровода «Северный поток — 2». Особенно громко прозвучал анонс темы вступления Украины в НАТО, которую Зеленский поднимает при любой возможности. Зеленский сообщил, что хотел бы обсудить и роль, которую США могли бы сыграть в экономическом возрождении Украины и в процессе урегулирования конфликта в Донбассе. Он также попросил Байдена помочь освободить более 450 человек, содержащихся под стражей в непризнанных республиках Донбасса и в России.
По итогам переговоров было принято совместное заявление о стратегическом партнёрстве между США и Украиной. В документе зафиксирована договорённость активизировать работу Комиссии по стратегическому партнёрству, которая должна разработать новую Хартию стратегического партнёрства. В ходе визита были подписаны соглашения на сумму 2,5 млрд между «Укроборонпромом» и военно-промышленными компаниями США, среди которых Lockheed Martin, Harris Global Communications, Global Ordnance и Day & Zimmermann Lone Star LLC.
В подписанном США и Украиной Меморандуме о взаимопонимании стороны отметили такие перспективные направления сотрудничества, как инфраструктура, оборона, сельское хозяйство, здравоохранение, цифровая экономика и энергетика. На операции по экспорту товаров и услуг на Украину Экспортно-импортный банк США (EXIM Bank) выделит гарантии на сумму 3 млрд долларов. США объявили о намерении выделить Украине до конца 2021 года 463 млн долларов на проведение реформ, направленных на укрепление демократии, улучшение ситуации в сфере прав человека, борьбу с коррупцией, 12,8 млн долларов на борьбу с COVID-19 и 45 млн долларов в качестве гуманитарной помощи Донбассу.
Евроатлантические перспективы Украины по итогам переговоров, однако, остались неопределёнными. В совместном заявлении США лишь поддержали «право Украины определять свой внешнеполитический курс свободно от внешнего вмешательства, включая стремление Украины вступить в НАТО». Американская сторона при этом подчеркнула, что никогда не признает аннексию Крыма Россией. Россия фактически была названа стороной конфликта в Донбассе: ей был адресован призыв выполнить свои обязательства по прекращению огня и «по-настоящему принимать участие в усилиях по урегулированию конфликта». В заявлении также сообщалось, что США и Украина завершили работу над стратегическим рамочным соглашением по вопросам обороны, которое станет основой их сотрудничества в этой сфере. Среди прочего взаимодействие будет касаться оборонной промышленности, разведки и «противодействия российской агрессии». Что касается газопровода «Северный поток — 2», то США пообещали приложить усилия к сохранению транзитной роли Украины и недопущения того, чтобы Россия использовала энергетику как геополитическое оружие.
В сентябре Верховная рада Украины отвергла инициативу об обращении к США с просьбой о предоставлении Украине статуса основного союзника вне НАТО (Major non-NATO Ally). В пропрезидентской партии «Слуга народа» пояснили: такой статус может навредить продвижению страны в НАТО и не даёт ей гарантий безопасности. В 2014 году Сенат США поддержал законопроект о предоставлении Украине такого статуса, но он не был одобрен Палатой представителей. В 2017 году Рада уже принимала постановление об обращении к Конгрессу США с просьбой о предоставлении Украине этого статуса. В 2019 году в Палату представителей вновь был внесён законопроект, согласно которому Украине могли бы предоставить такой статус, но и эта инициатива ни к чему не привела.
19 октября Украину посетил глава Пентагона Ллойд Остин, который обсудил с министром обороны Андреем Тараном и президентом Владимиром Зеленским реформы в области обороны, а также взаимодействие Вашингтона и Киева в регионе Чёрного моря. Выступая на брифинге в министерстве обороны Украины, Ллойд Остин заявил: «…Давайте чётко говорить: Россия начала эту войну, и Россия является препятствием для мирного урегулирования. Тем временем мы со своей стороны будем делать все возможное, чтобы поддержать Украину в её усилиях нарастить возможность защитить себя. Ни одна третья страна не имеет право вето на членство Украины в НАТО. Украина имеет право сама, без всякого внешнего вмешательства, формировать свою политику.… Мы вновь призываем Россию прекратить оккупацию Крыма, прекратить продолжение войны на востоке Украины, прекратить дестабилизирующую активность в Чёрном море и вдоль границ Украины, а также прекратить постоянные кибератаки и другие провокационные действия против западных демократий». Накануне, в ночь с 17 на 18 октября, на Украину из США прибыла вторая очередь материально-технического груза для украинской армии. Украине поставлены пять современных мобильных госпиталей общей стоимостью 20 миллионов долларов, полевые хирургические наборы, полевые рентген-установки, индивидуальные наборы первой помощи, а также высокоточное вооружение и бронебойные боеприпасы.
В конце 2021 — начале 2022 года активизация контактов представителей американской администрации с Украиной была связана с очередным усилением напряжённости в районе российско-украинской границы. 2-3 ноября глава ЦРУ Уильям Бёрнс приезжал в Москву. По утверждению CNN, цель поездки состояла в том, чтобы донести до Кремля беспокойство Джо Байдена из-за ситуации на границе с Украиной.
8 ноября в Вашингтоне прошло первое за три года заседание двусторонней Комиссии по стратегическому партнёрству с участием Дмитрия Кулебы. Стороны обсудили вопросы безопасности Украины на фоне напряжённости на востоке страны и в Белоруссии, энергобезопасность (в том числе в контексте завершения строительства газопровода «Северный поток — 2»), развитие торговли и наращивание объёмов американских инвестиций.
В середине ноября новый глава Минобороны Алексей Резников посетил Вашингтон, где встретился с министром обороны США Ллойдом Остином. Как сообщил журнал Foreign Policy, Резников во время визита просил увеличить поставки оружия. В частности, речь шла об американском вооружении, ранее предназначавшемся для Афганистана (вертолёты российского производства Ми-17 и боеприпасы). По данным издания, Украина также хочет получить от США помощь в сфере ПВО и противокорабельной обороны, а также радиоэлектронной борьбы.
26 ноября советник президента США по национальной безопасности Джейк Салливан обсудил ситуацию на российско-украинской границе с главой администрации президента Украины Андреем Ермаком.
29 ноября госсекретарь США Энтони Блинкен отправился в турне по Европе, в ходе которого он принял участие во встрече глав МИДов стран—членов НАТО в Риге и в заседании Совета министров ОБСЕ в Стокгольме, а также провёл ряд многосторонних консультаций и двусторонних встреч. Главной целью этой поездки было обсуждение ситуации в сфере европейской безопасности, обострившейся в связи с эскалацией вокруг Украины. В Риге Энтони Блинкен заявил, что в случае вторжения на Украину против России могут быть задействованы «высокоэффективные экономические меры».
7 декабря состоялись переговоры в формате видео-конференц-связи между Владимиром Путиным и Джо Байденом. Как было отмечено в пресс-релизе Белого дома, Украина была главной темой переговоров: «Президент Байден выразил глубокую обеспокоенность США и наших европейских союзников по поводу эскалации Россией сил вокруг Украины и ясно дал понять, что США и наши союзники ответят решительными экономическими и другими мерами в случае военной эскалации. Президент Байден подтвердил поддержку суверенитета и территориальной целостности Украины и призвал к деэскалации и возвращению к дипломатии». Позже в Белом доме выступили с дополнительными пояснениями. Согласно заявлению Белого дома, лидеры США и европейских стран «договорились поддерживать тесную связь по поводу скоординированного и всеобъемлющего подхода в ответ на наращивание военной мощи России на границах Украины». На брифинге для журналистов советник президента США по национальной безопасности Джейк Салливан заявил, что Байден «был откровенен с президентом Путиным» и прямо ему сказал, «что в случае дальнейшего вторжения России на Украину Соединённые Штаты и наши европейские союзники отреагируют на это решительными экономическими мерами… Мы предоставим украинцам дополнительные защитные ресурсы сверх того, что мы уже предоставляем».
В последующие дни тема Украины стала для США и их союзников центральной в их внешнеполитической деятельности. Признав ситуацию вокруг Украины главной угрозой безопасности в Европе, США и Запад несколько изменили свою стратегию в поддержке украинских властей. Продолжая заявлять об «ужасных последствиях» для России в случае её «агрессии», они при этом чётко давали понять, что вооружённым путём защищать Украину в случае российской «агрессии» они не будут. Одновременно, хотя и непублично, Запад требовал от Киева сдержанности и мирного решения проблемы.
9 декабря в телефонном разговоре Джо Байдена с Владимиром Зеленским Байден подтвердил «непоколебимую приверженность США суверенитету и территориальной целостности Украины», назвал действия России агрессивными и пригрозил ей экономическими мерами в случае военного вмешательства на украинскую территорию. Согласно пресс-релизу Белого дома, «Байден подчеркнул готовность США поддержать меры для продвижения выполнения Минских соглашений в поддержку „нормандского формата“». При этом Байден однозначно заявил, что США не рассматривают использование военной силы в ситуации конфликта с Украиной. Ни сам Байден, ни чиновники его администрации, комментировавшие переговоры с Россией, ни разу не упомянули Крым. 9 декабря агентство Associated Press со ссылкой на информированный источник сообщило, что высокопоставленные чиновники в Госдепартаменте США довели до украинского руководства, что Украина может не рассчитывать на членство в НАТО в ближайшее десятилетие. Кроме того, говорилось в публикации, США могут оказать на Украину давление, чтобы побудить её двигаться в вопросах урегулирования ситуации в Донбассе в сторону предоставления неподконтрольным регионам определённой автономии.
На встрече глав МИДов стран G7, прошедшей 11-12 декабря, США призвали союзников к решительному общему ответу на предполагаемую «агрессию России» — имелась в виду договорённость о том, что в случае необходимости жёстких санкций против России к ним должна будет готова быстро присоединиться «широкая группа стран, включая другие страны—члены G7». При этом ни в одном из заявлений, прозвучавших в ходе встречи, возможность защиты Украины силой оружия не упоминалась. Сам Джо Байден, выступивший 11 декабря перед журналистами, пообещал «разрушительные последствия» для российской экономики в случае военного вмешательства на Украине, но пояснил, что для сдерживания России «одностороннее применение силы Соединёнными Штатами сейчас не обсуждается». По его словам, ответом на «агрессию» может стать переброска американского контингента в страны так называемой «Бухарестской девятки» (Болгария, Венгрия, Латвия, Литва, Польша, Румыния, Словакия, Чехия и Эстония), а также «во все страны, перед которыми у нас есть священное обязательство — защищать их от любой атаки России». Отвечая на уточняющий вопрос, почему США отказались разместить свои войска на Украине, Байден отметил: «Такая возможность никогда не рассматривалась».
14-15 декабря Киев перед поездкой в Москву посетила помощник госсекретаря США по Европе и Евразии Карен Донфрид. Главной темой её поездки стали предварительные контакты в целях урегулирования ситуации вокруг Украины.
В Киеве Карен Донфрид провела переговоры с главой украинского МИДа Дмитрием Кулебой, скоординировав позиции Украины и США в преддверии её поездки в Москву. В видеообращении Донфрид, размещённом посольством США в Киеве в Twitter, она пояснила, что цель её визита — деэскалация ситуации на фоне российских военных приготовлений. Донфрид заявила, что руководство США прислушалось к просьбам Украины о большей дипломатической вовлечённости США в возобновление мирного процесса: «Мысль, что мы будем подталкивать Украину к уступкам в переговорах и диалоге с Россией, является чистой дезинформацией … Правда в том, что мы объединились с Украиной, нашими союзниками по НАТО и партнёрами по всему миру в усилиях разрешить конфликт дипломатическим путем и достичь деэскалации опасной ситуации, но эти усилия не являются уступкой», — сказала она.
Российская сторона воспользовалась визитом Донфрид для того, чтобы передать американскому руководству проекты договора о гарантиях безопасности и соглашения о мерах обеспечения безопасности России и стран НАТО. МИД РФ ещё 10 декабря заявил, что под «гарантиями безопасности» Россия понимает, в частности:
- долгосрочные правовые гарантии, исключающие любое дальнейшее продвижение НАТО на восток и размещение угрожающих систем оружия на западных рубежах России;
- отказ от решений Бухарестского саммита НАТО 2008 года о том, что Украина и Грузия станут членами НАТО;
- юридическую договорённость о неразмещении США и другими странами НАТО ударных систем вооружений, создающих угрозу России, на территории соседних с ней стран, как входящих, так и не входящих в альянс[106].

Российское руководство по сути потребовало признать за собой особую сферу интересов на постсоветском пространстве, настаивая не только на гарантиях нерасширения альянса на территорию Украины, но также на отводе вооружений и вооружённых сил из стран Восточной Европы и Прибалтики.
Переговоры по российским предложениям прошли в Женеве, Брюсселе и Вене 10, 12 и 13 января. Переговоры на уровне Россия—НАТО показали, что в НАТО не намерены отказываться от своей политики «открытых дверей», как того требует Москва.
21 января 2022 года в Женеве состоялись российско-американские переговоры по безопасности на уровне глав внешнеполитических ведомств России и США Сергея Лаврова и Энтони Блинкена. Накануне Госдепартамент США распространил объёмную подборку материалов, в которых среди прочего декларировалось, что Украина не представляет никакой угрозы для России, США и их союзники не подталкивают Киев к конфликту, а НАТО — это сугубо оборонительный альянс.
2 февраля испанская газета El Pais опубликовала конфиденциальные ответы США и НАТО на российские предложения. Из них следует, что США и НАТО отвергли ключевые требования России по гарантиям безопасности.
В ответе НАТО заявлено, что альянс не намерен отказываться от политики «открытых дверей», поскольку считает, что страны вправе самостоятельно выбирать альянсы и способы обеспечения своей безопасности. В документе содержится множество встречных требований к России, в том числе требование незамедлительно отвести вооружённые силы от границы Украины, а также вывести войска из Украины, Грузии и Республики Молдова, «где они находятся без согласия принимающей страны».
В ответе США сказано, что Вашингтон нацелен работать с Москвой «над достижением взаимопонимания в вопросах безопасности» и в том числе готов подписать с нею юридически оформленные договорённости, «чтобы снять соответствующие озабоченности». В частности, США предлагают России обсудить взаимные меры транспарентности и обязательства воздерживаться от размещения на территории Украины наступательных наземных ракетных систем и сил постоянного базирования с боевыми задачами.
Авторы документа неоднократно указывают, однако, что Вашингтон будет вести диалог с Москвой в координации с союзниками по НАТО и другими партнёрами, а также недвусмысленно заявляют, что США не откажутся от поддержки политики «открытых дверей» НАТО. Вашингтон, как отмечается в послании, готов обсуждать с Москвой принцип неделимости безопасности, закреплённый в документах ОБСЕ, но выделяют ту её часть, где говорится о «неотъемлемом праве каждого государства свободно выбирать или менять меры обеспечения безопасности, в том числе договоры и союзы».
Газетой Washington Post сообщалось, что в начале войны в 2022 году Зеленский неоднократно и публично призывал США и другие западные страны сделать больше — направить дополнительное вооружение и ввести более жёсткие санкции против России — даже несмотря на то, что Байден и Конгресс уже направляли в Киев беспрецедентные объёмы помощи и современного оружия. По информации издания, Байден в частном порядке сказал украинскому лидеру, что ему будет трудно продолжать просить деньги у Конгресса, если Зеленский будет казаться неблагодарным и продолжать говорить, что помощи недостаточно.

### «Северный поток — 2»
Американская администрация и Конгресс США с самого начала выступали против строительства газопровода «Северный поток — 2», утверждая, что этот проект подорвёт энергобезопасность Европы, а также нанесёт ущерб экономике Украины. Естественно, украинское руководство всецело поддерживало американские санкции против проекта «Северный поток — 2». В декабре 2019 года строительство подводного участка трубопровода было приостановлено в связи с американскими санкциями и в течение 2020 года было фактически парализовано. В течение 2020 года администрация Дональда Трампа демонстрировала готовность вводить всё новые и новые санкции.
Пришедшая к власти администрация Джо Байдена, однако, приняла решение не препятствовать завершению строительства газопровода ради восстановления отношений с Германией. В конце мая 2021 года Джо Байден заявил, что строительство трубопровода «Северный поток — 2» «почти завершено» и введение новых санкций против проекта было бы «непродуктивным» для отношений США с Европой.
В начале июня, выступая на слушаниях в Сенате США, госсекретарь Энтони Блинкен констатировал: «В практическом плане физическое завершение строительства трубопровода мне кажется свершившимся фактом. Теперь Германия пришла за стол переговоров. Мы активно с ней взаимодействуем, чтобы изучить, что может и, на мой взгляд, должно быть сделано, чтобы гарантировать, что транзитные платежи, которые Украина может на каком-то этапе в будущем потерять вследствие того, что этот трубопровод пойдёт в обход Украины, могли бы сохраниться». Тем самым госсекретарь США фактически призвал украинскую сторону строить свою дальнейшую стратегию с учётом новой реальности, возникающей в связи с предстоящим завершением проекта «Северный поток-2».
В июле канцлер ФРГ Ангела Меркель провела в Вашингтоне переговоры с президентом США Джо Байденом, в рамках которых обсуждались способы разрешения спора по «Северному потоку-2». Меркель пообещала, что ФРГ будет «действовать активно», если Россия не будет уважать права Украины на транзит газа. На Украине переговорами Байдена и Меркель остались крайне недовольны, однако США негласно попросили представителей украинской власти воздержаться от критики предстоящей сделки с Германией по урегулированию спора вокруг газопровода «Северный поток-2». В Вашингтоне указали Киеву, что осуждение предстоящей сделки может нанести ущерб двусторонним отношениям между США и Украиной.
21 июля Украина и Польша выступили с совместным заявлением о том, что отказ от попыток остановить строительство газопровода углубляет кризис «безопасности, доверия и политики в Европе» и создаёт угрозу для Украины и Центральной Европы. Украина и Польша договорились сотрудничать с союзниками и партнёрами для противодействия «Северному потоку-2», пока не будут созданы «решения для преодоления кризиса безопасности». Министры призвали Германию и США «адекватно отнестись к кризису безопасности в нашем регионе, единственным выгодоприобретателем которого является Россия».

### 2023
Издание Politico в апреле 2023 года сообщило о важности результатов украинского контрнаступления, для которого администрация Байдена сделала все возможное. Его неудача или ограниченные успехи, по мнению СМИ, могут негативно сказаться на дальнейшей американской помощи Украине, а также обстановке непосредственно вокруг Белого дома, который столкнётся с критикой как стороны демократов, так и республиканцев. По данным издания, Вашингтон сообщил Киеву о том, что рано или поздно, темпы американской помощи возможно замедлятся, в частности из-за контроля республиканцами Палаты представителей. Также власти США известили Киев об опасностях чрезмерного расширения его амбиций и чрезмерного распыления своих войск. Издание отмечает, что Байден этими же словами предупредил президента Афганистана Ашрафа Гани, перед тем как талибы в 2021 году захватили эту страну.